# CRL Group
CRL Group PLC è stata un'azienda editrice di videogiochi britannica, attiva tra il 1982 e il 1990. Pubblicò numerosi giochi per home computer a 8 bit, principalmente Commodore 64 e ZX Spectrum, e solo pochi titoli per computer a 16 bit.

## Storia
Venne fondata a Londra dal giovane Clement Chambers con il nome Computer Rentals Limited, da cui deriva la sigla CRL, e si occupava inizialmente di noleggio di attrezzature informatiche, ma passò molto presto alla pubblicazione di software. Il primo prodotto fu Jackpot (1983), un semplice gioco di slot machine per Spectrum, che ebbe tuttavia un buon successo di vendite. Nel 1985 venne formato uno studio di sviluppo interno, The Zen Room. Le vendite della CRL ammontarono a 250 000 cassette nel 1985, ponendola tra le prime dieci società. Nel 1986 venne fondato il marchio Alpha Omega per le edizioni economiche, poi rinominato The Power House. Nel 1987 iniziò una collaborazione con Electronic Arts, che si occupava della distribuzione dei titoli CRL. Nel 1988 ci furono licenziamenti e l'azienda chiuse definitivamente nel 1990.

## Videogiochi
Secondo la rivista Retro Gamer 97, tra i giochi migliori ci furono Formula One, Tau Ceti, Bored of the Rings, iD (uscito con etichetta Nu Wave Software), Dracula, Academy. Segue un elenco alfabetico (non esaustivo) dei titoli pubblicati:
- 2D Game Maker, software di grafica per ZX Spectrum
- 3D Game Maker, software di grafica per ZX Spectrum
- Academy
- Ahhh!!
- Alien Maze
- Baby Berks
- Ball Breaker
- Ballbreaker II
- Berks
- Berks 3
- Blade Runner
- The Boggit: Bored Too
- Book of the Dead
- Bored of the Rings
- Bugsy
- The Causes of Chaos
- Caveman
- CounterForce
- Crawler
- Cricket 64
- Cyberknights
- Cyborg
- Death or Glory
- Derby Day o Horseracing
- Desert Patrol o 3D Desert Patrol
- Discovery
- Doctor What!
- Dracula
- Endurance
- Federation (riedizione)
- Fifth, estensione del BASIC per ZX Spectrum, orientata alla creazione di giochi[2]
- Formula One
- Frankenstein
- Froglet
- Galactic Gambler
- Galactic Patrol
- Glider Pilot
- Glug Glug
- Grand National
- The Great Detective
- Handicap Golf
- Handy Andy
- Hellhole
- Highway Code, programma di test per la patente di guida
- I-Alien
- Incredible Adventure
- Inner Space
- International Soccer (riedizione)
- IQ (riedizione)
- Jack the Ripper
- Jackpot
- Jet-Boys
- Journey (riedizione)
- Juggernaut
- Kellogg's Tour 1988
- The Keys of Roth
- Lancaster
- Laser Racer
- Last Mohican
- Lifeforce
- Loads of Midnight
- LSD
- Lunar Rescue
- The Magic Roundabout
- Mandroid
- Major Blink (Berks 2)
- Murder off Miami
- NATO Assault Course
- Ninja Hamster
- Oink!
- Olympics
- Omega Run
- One Day Cricket
- The Orb o In Search of the Orb, clone di The Valley, ritirato per plagio[3]
- Orpheus in the Underworld
- Outcast
- Pandemonia
- Pilgrim
- Plasmatron
- Professional Soccer
- Purple Heart
- Rescue
- Road Warrior
- Robin of Sherlock
- The Rocky Horror Show
- Room Ten
- Samurai
- Search for the Titanic
- Show Jumping
- Skier
- Sophistry
- Space Doubt
- Stargazer Secrets, software di astrologia
- Star Map from Sol, software di astronomia incluso con Academy
- St. George and the Dragon per Dragon 32[4]
- Stratton
- Sun Star
- Tau Ceti
- Terrahawks
- Test Match o Test Match Cricket
- They Call Me Trooper
- Thundercross
- Time Fighter
- To Hell and Back / Moon Crystals
- Traxxion
- Trigger Happy
- Tristan and Isolde (riedizione)
- Tritz
- Tubular Bells, demo interattivo basato su musiche di Mike Oldfield riarrangiate da Clever Music[5]
- Vengeance
- The Very Big Cave Adventure
- The Warlock's Treasure
- The War of the Worlds
- Whirlybird
- Wolfman
- Woods of Winter
- Zaraks

## The Power House
Elenco approssimativo dei giochi pubblicati con l'etichetta secondaria The Power House o con la precedente denominazione Alpha Omega.
- Aftermath
- Aquanaut
- Captain Slog
- The Dam Busters (riedizione)
- Dark Side (riedizione)
- Deliverance
- Destruct
- Endurance (riedizione)
- The Enforcer
- The Equalizer
- Galaxia 7
- Gods and Heroes
- Gun Runner
- Hercules (riedizione)
- I-Xera
- Jet Ace
- Land of Neverwhere
- Metropolis
- Morphicle
- Orpheus in the Underworld
- Osmium
- Powerama
- Power Plays (raccolta)
- Return of the Space Warriors
- Robobolt
- Secret of Kandar (riedizione)
- Splitz
- Sqij
- Super Tact
- Terminator
- Tomb of Syrinx
- Xenon Ranger
- Zip